# Dan Bern

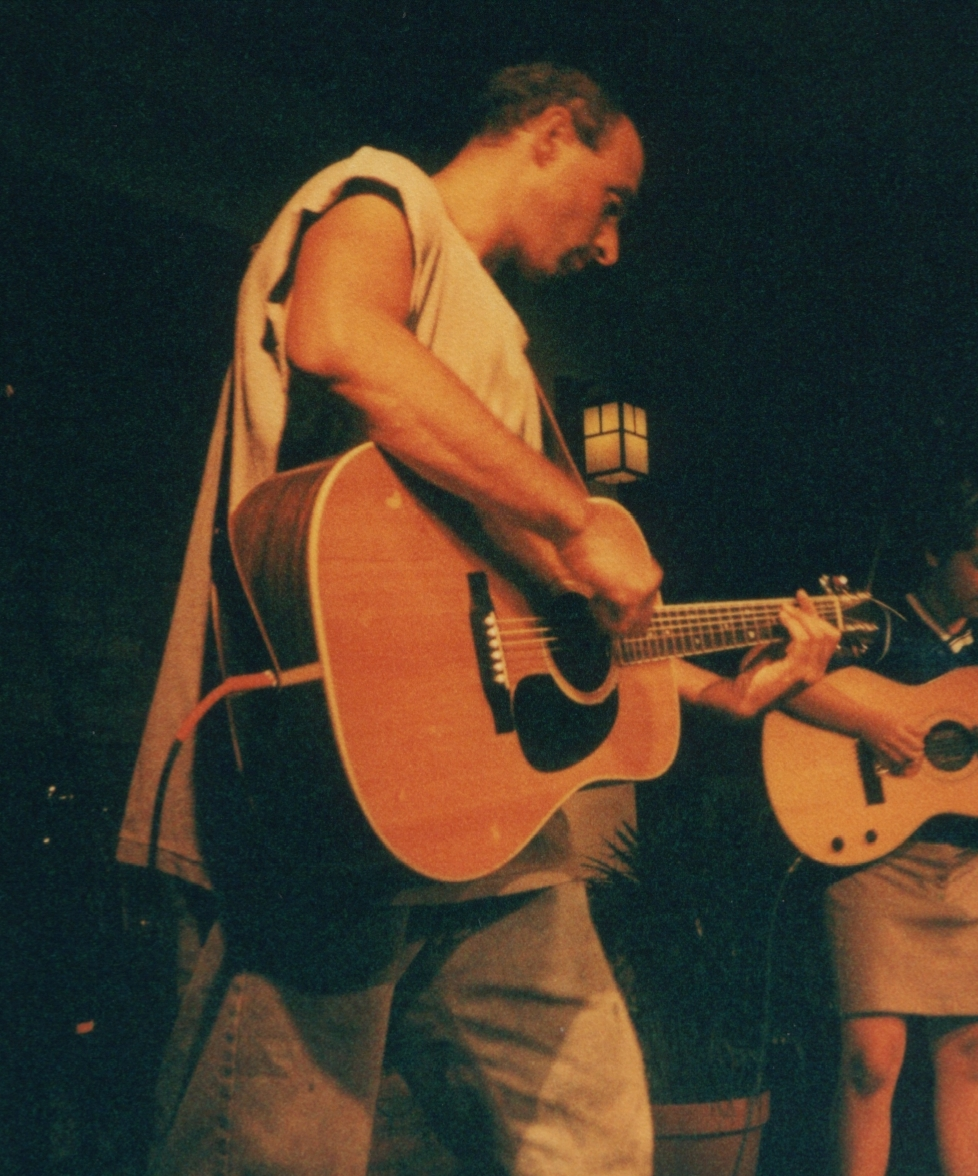
Dan Bern in 1999

Dan Bern (ook bekend als Bernstein, een naam die hij af en toe ook gebruikt tijdens concerten) is een Amerikaans gitarist, zanger, singer-songwriter, schrijver en schilder. Zijn muziek wordt vaak vergeleken met die van Bob Dylan, Woody Guthrie, Bruce Springsteen en Elvis Costello. Zijn lied "Talkin' Woody, Bob, Bruce, and Dan Blues" van de plaat Smartie Mine biedt op humoristische wijze een kijk op zijn invloeden, in de talking blues-traditie van Guthrie en Dylan (met bovendien een knipoog naar typische Springsteen-songs). Bern heeft getoerd met onder anderen Ani DiFranco en de begeleidingsband The International Jewish Banking Conspiracy. Hij is bekend om zijn sardonische, literaire teksten, een scala aan muzikale stijlen, en een folkstijl gepaard met rockinstrumenten. Naast cd's bracht hij ook de novelle Quitting Science (2004) uit, onder de naam Cunliffe Merriwether. Het voorwoord had hij wel onder zijn eigen naam geschreven.
Ofschoon zelfs Berns eerste werken al een duidelijke mate van sociale betrokkenheid en politieke humor bevatten, werd zijn werk maar al te duidelijk politiek geëngageerd tijdens de Amerikaanse presidentsverkiezingen van 2004/2005, met songs als "Bush Must Be Defeated" en "President".

## Discografie
- Breathe (lp) (2006)
- Breathe Easy (ep) (2006)
- Anthems (ep) (2004)
- My Country II (ep) (2004)
- Fleeting Days (2003)
- The Swastika ep (2002
- World Cup (ep) (2002)
- New American Language (2001)
- Smartie Mine (1998)
- Fifty Eggs (1998)
- Dan Bern (1997)
- Dog Boy Van (1996)